# 寝小便
寝小便（ねしょうべん）あるいは夜尿（やにょう）とは、睡眠中に無意識に排尿してしまう行為である。幼児語ではおねしょ。
乳幼児から小学生、中学生、高校生と成長するにつれ、排尿器官の成長や抗利尿ホルモンの正常な分泌などにより普通は寝小便は解消していく。概ね6歳を過ぎても継続的に寝小便が認められる場合は夜尿症と呼ぶ。

## 原因
睡眠中に尿が溜まり、睡眠中であるがために意識の作用が及びにくく、無意識に放尿するものである。通常は、膀胱の充満が神経を経由し脳に伝わり尿意となり、脳からの命令が神経を経由して排尿器官に伝わり放尿となるが、意識の作用が及ばないと、脳には伝わらず反射的に放尿となる。おむつをしている乳幼児がこれにあたる。排尿のメカニズムがまだ出来ていないからである。この機能をつかさどるのが外括約筋という本人の意思で収縮できる筋肉である。加齢により失禁するのも、この筋肉の衰えからである。　

## 対策
- 寝る前に水分を摂らない
- 起こさない、怒らない、あせらないの徹底(起こす、怒る、あせるは夜尿を治すのに逆効果だと考えられている)
- グッズの利用(夜用パンツ、おねしょパッド、防水シーツなど)[1]

## 性的嗜好としての寝小便
寝小便を性的なプレイとして行う場合がある。また、一部のアダルトビデオには寝小便シーンの描写があり、失禁フェティシズムの人々に好まれている。詳しくは、糞尿愛好症を参照。

## 比喩・言い換え
・世界地図　敷き布団に染みた寝小便のこと(日本の場合)
・accident 　おねしょ、寝小便の直接的な英訳はbed wetting となるが、婉曲的にaccidentが用いられる場合も多い。また稀に雨マークで表される事もある。